# Marco Claudio Marcelo Esernino
Marco Claudio Marcelo Esernino (en latín, Marcus Claudius Marcellus Aeserninus) fue un político del Imperio romano, proveniente de la gens Claudia. Fue elegido cónsul en 22 a. C. Se casó con Asinia, hija de Cayo Asinio Polión que había sido cónsul en 40 a. C.
Su agnomen Aeserninus deriva de la ciudad samnita de Aesernia. Marco Claudio inició su carrera política en 48 a. C. como cuestor de Quinto Casio Longino en la provincia de Hispania Ulterior, por lo que fue expulsado por Julio César, aunque más tarde sería reincorporado con todos los honores. Las fuentes no revelan a qué se debió el cambio de situación; sin embargo, es probable que haya sido objeto de la conocida clementia caesaris que César reservaba a sus seguidores. El mejor momento de la carrera política de Marcelo llegó con su elección como cónsul en 22 a. C. Marcelo fue también quindecimvir sacris faciundis; siendo mencionado como miembro del collegium durante los juegos seculares del año 17 a. C.